# Ramka
Ramka (Aïn Ramka) (em árabe: رمقة) é uma comuna localizada na província de Relizane, Argélia. De acordo com o censo de 2008, a população total da cidade era de 5 138 habitantes.